# Les Oluges
Les Oluges (spanisch Olujas) ist eine spanische Gemeinde (municipio) mit 167 Einwohnern (Stand: 2024) im Nordosten Kataloniens. Neben dem Hauptort Les Oluges besteht die Gemeinde aus den Ortschaften Montfalcó Murallat und Santa Fe.

## Geographie
Les Oluges liegt etwa 57 Kilometer ostnordöstlich von Lleida und etwa 75 Kilometer nordwestlich von Barcelona in einer Höhe von ca. 410 m am Río Sió.

## Einwohnerentwicklung
| 1970 | 1981 | 1991 | 2001 | 2011 | 2021 |
| ---- | ---- | ---- | ---- | ---- | ---- |
| 327  | 288  | 214  | 189  | 174  | 169  |

## Sehenswürdigkeiten

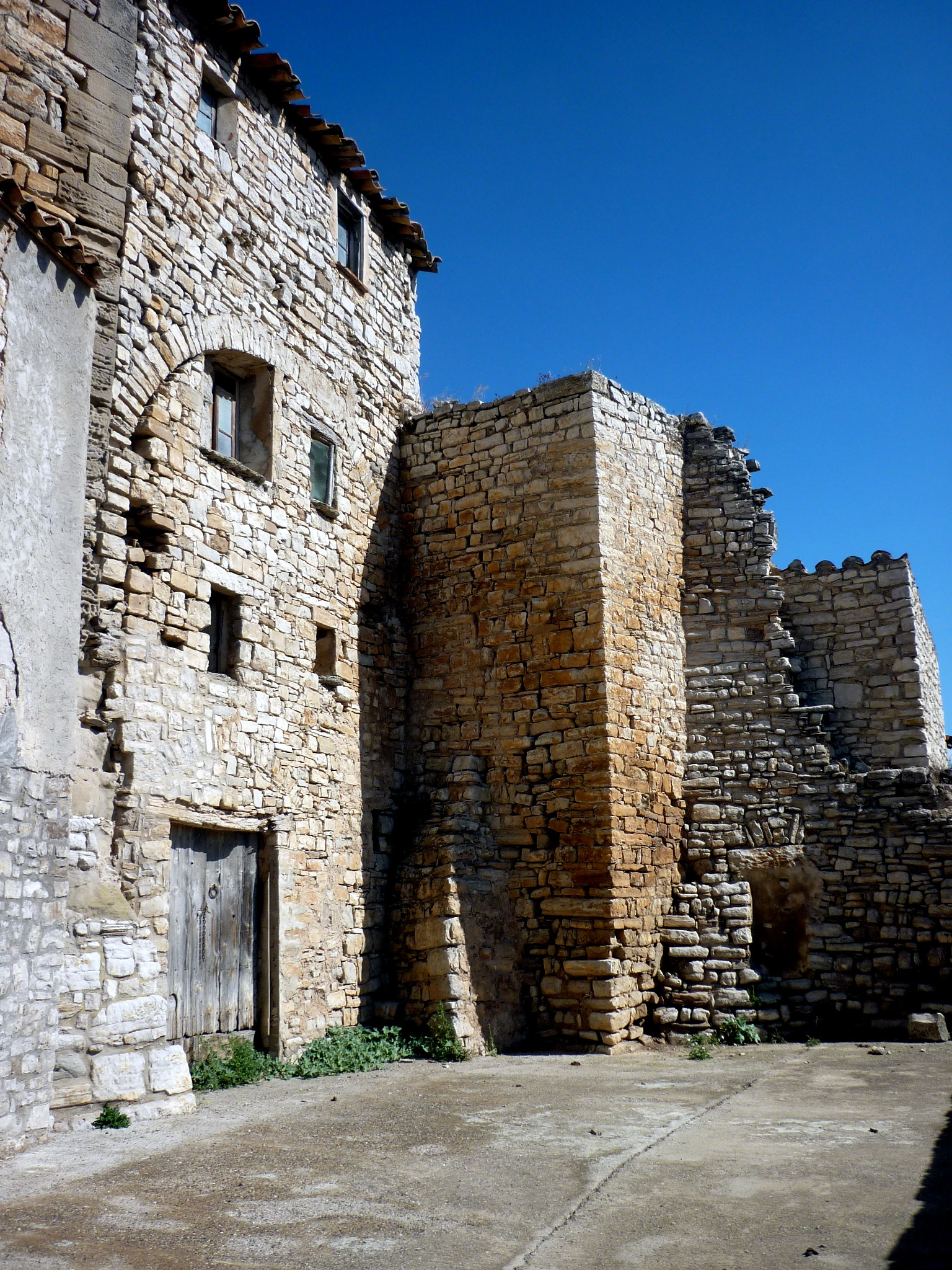
Reste der Burganlage von Santa Fe
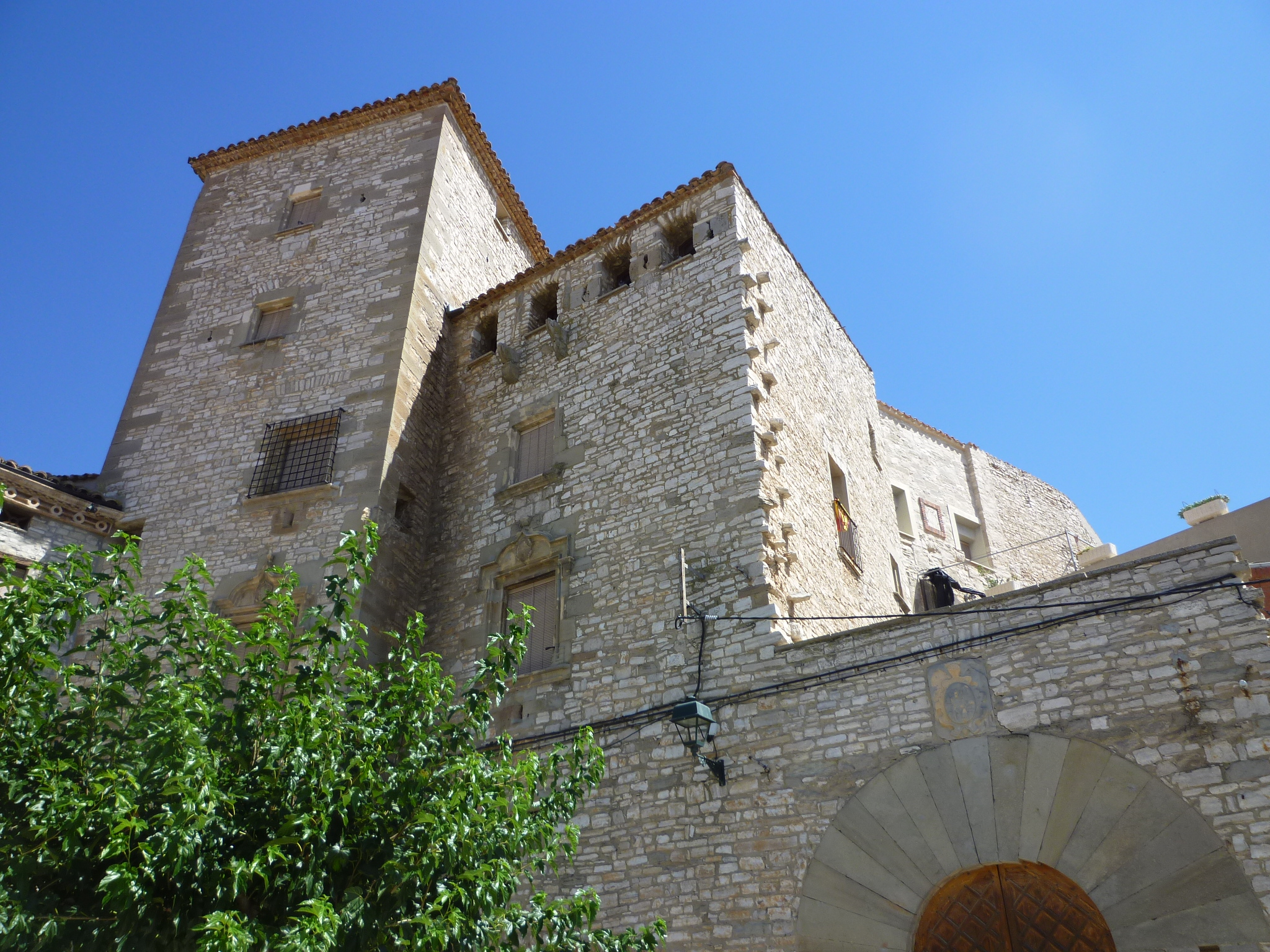
Marienkirche von Les Oluges
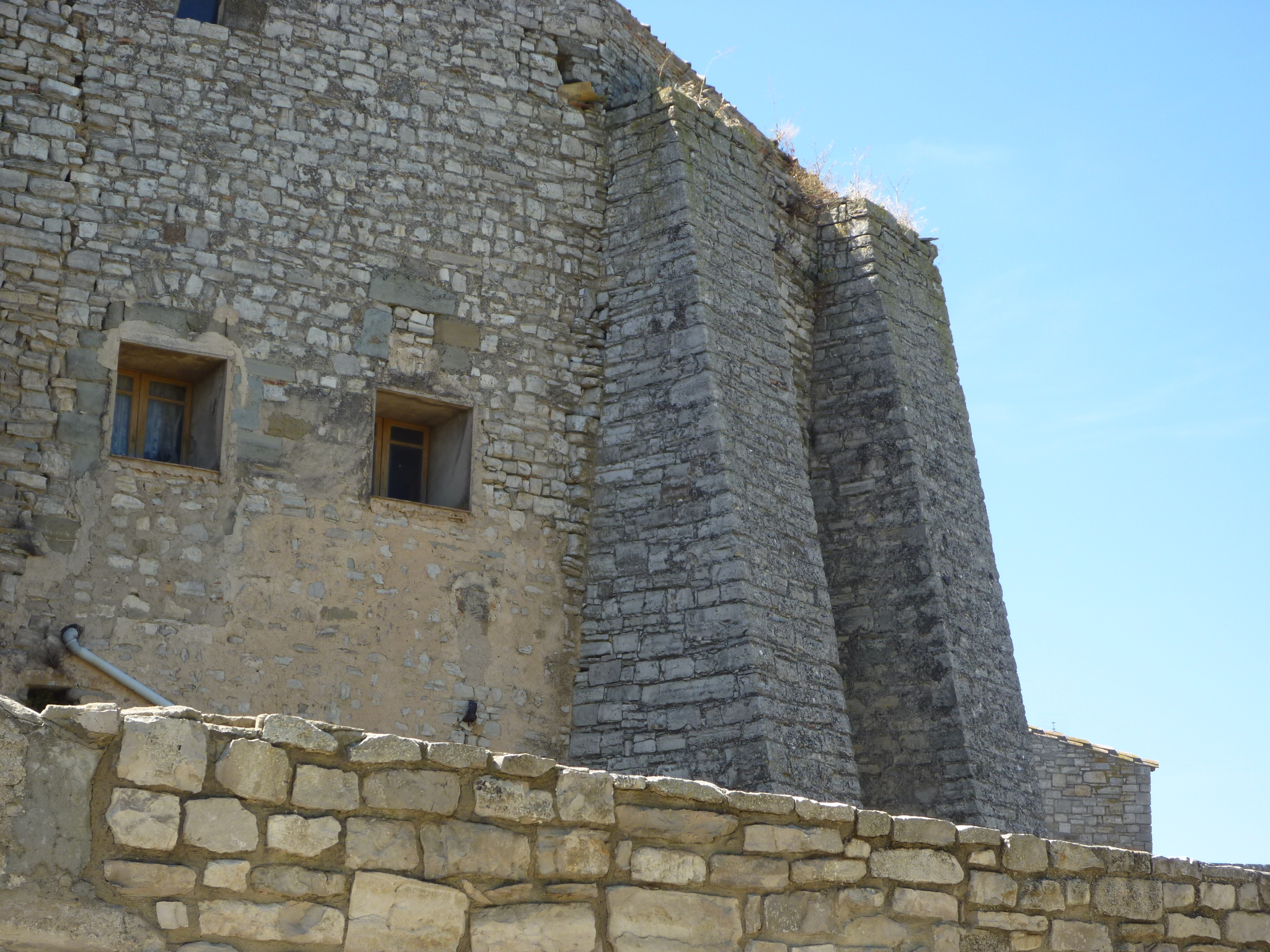
Burganlage von Les Oluges
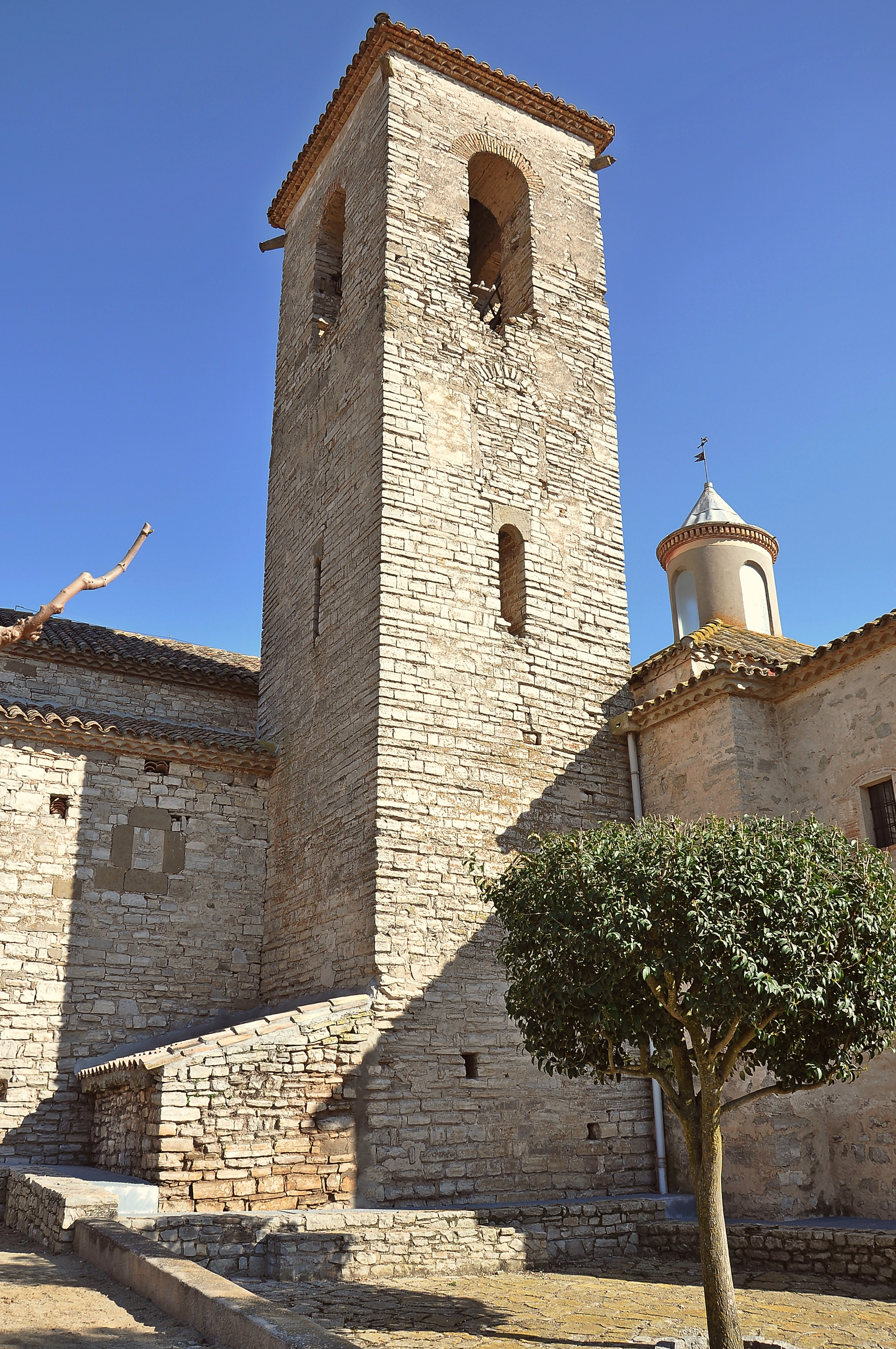
Marienkirche
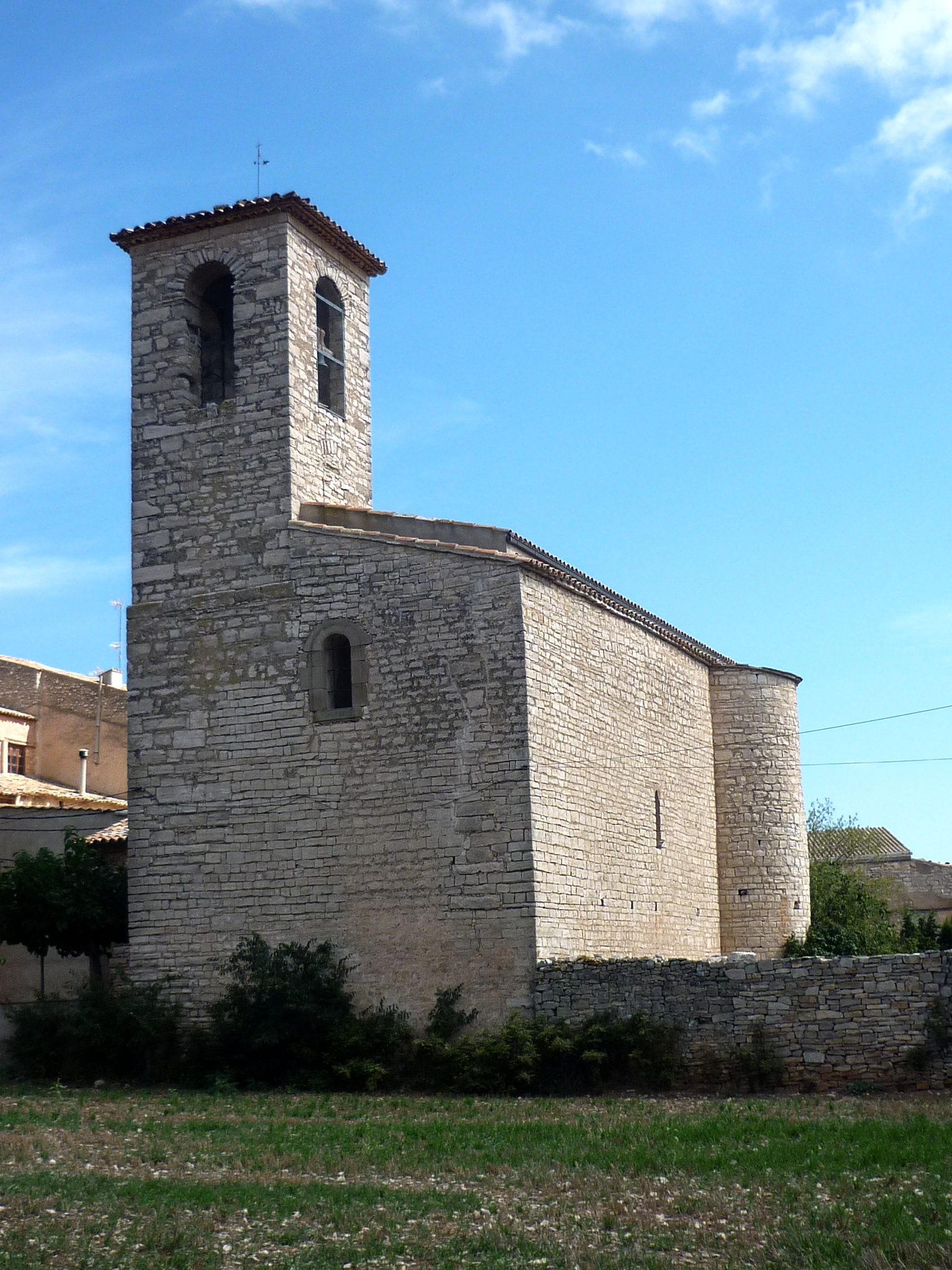
Peterskirche von Santa Fe
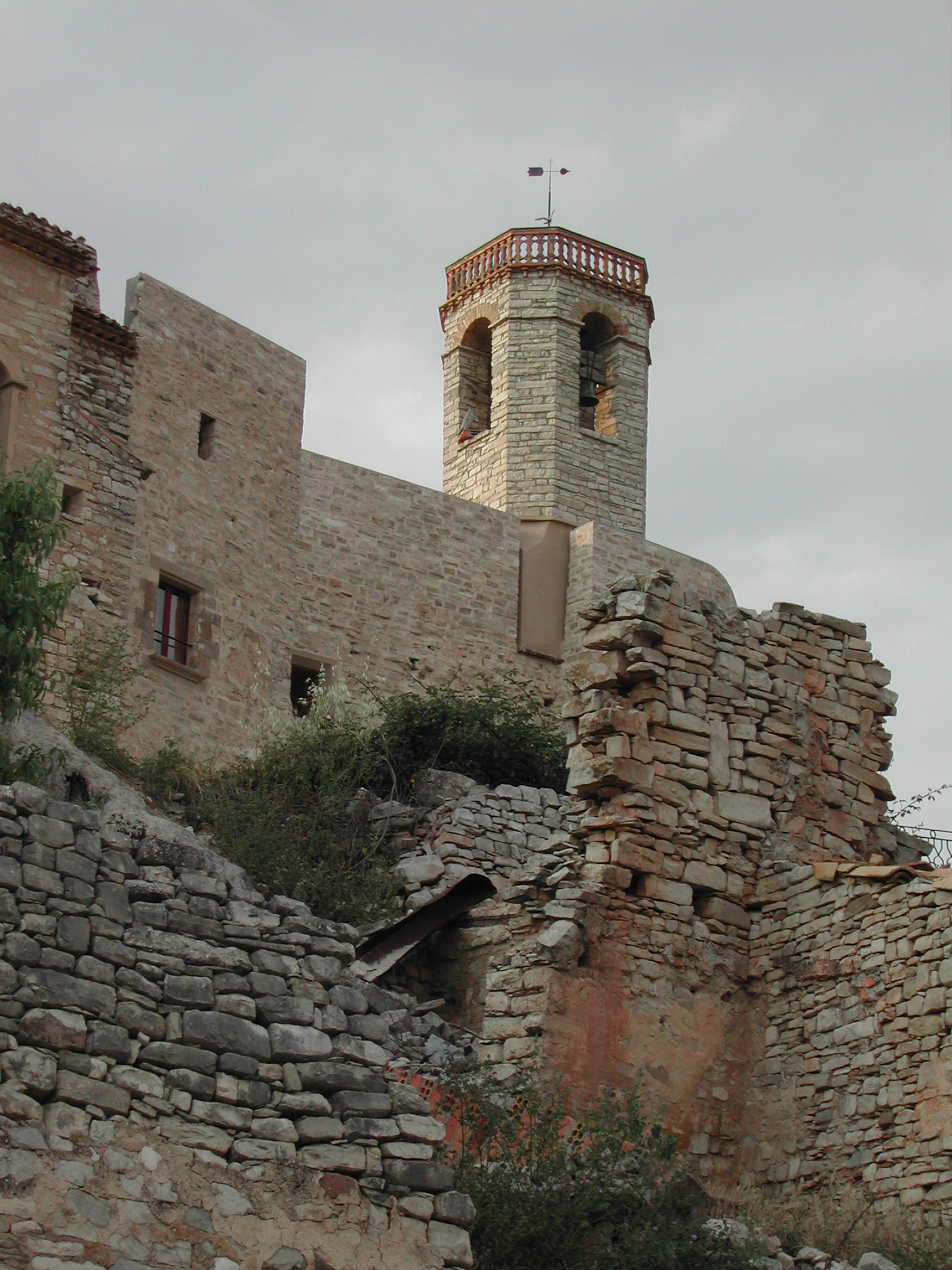
Peterskirche in Montfalcó Murallat
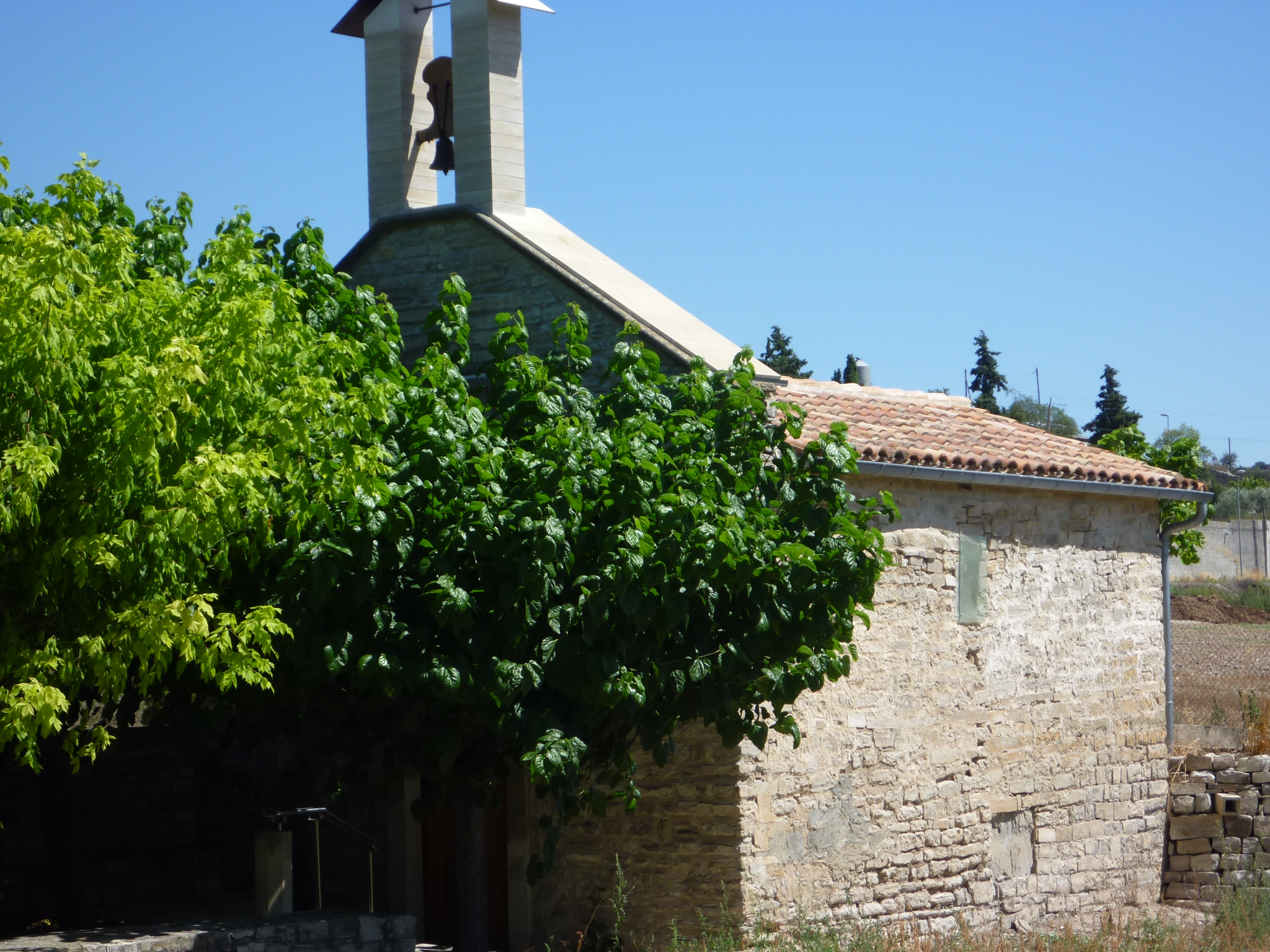
Engrazienkapelle
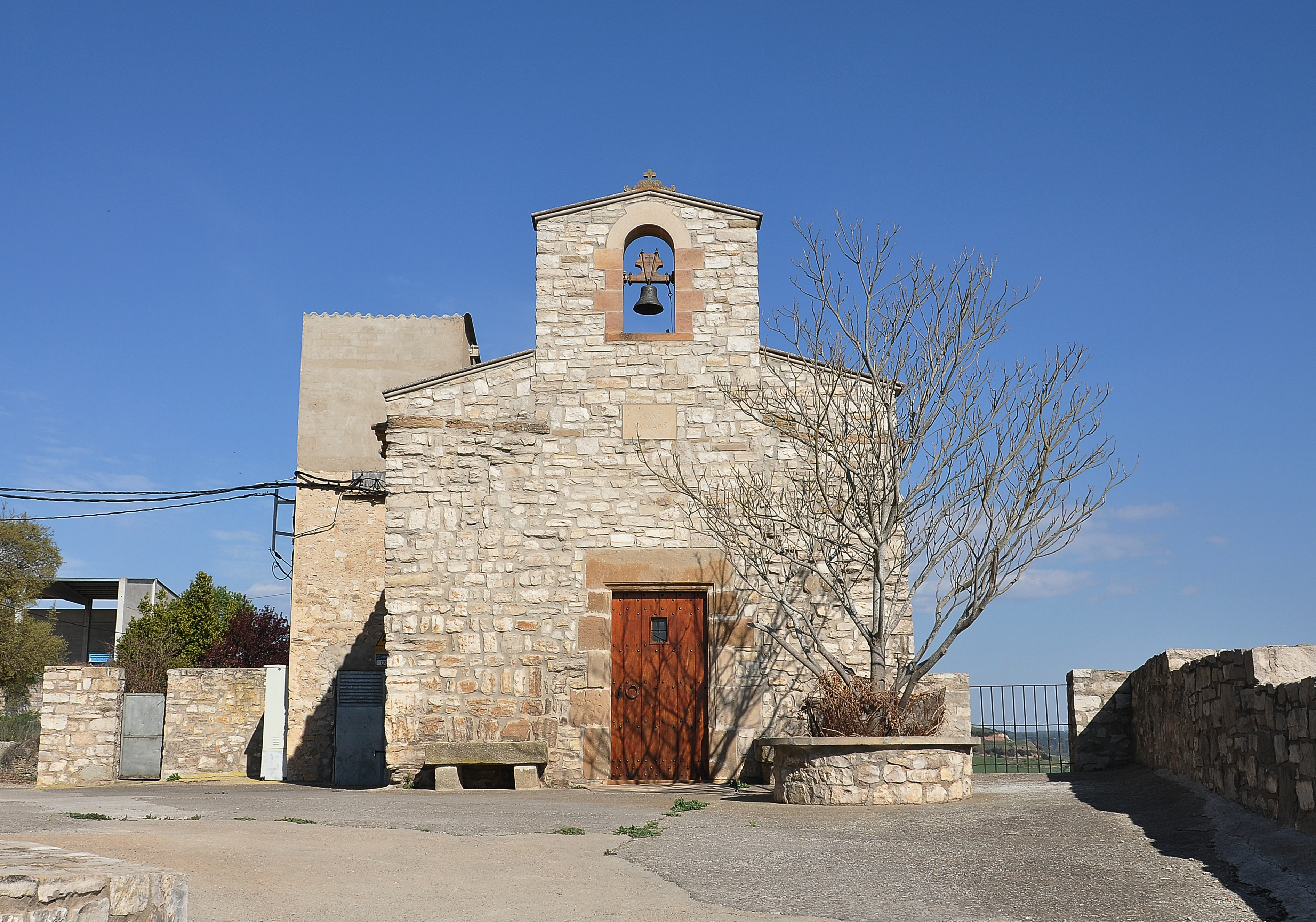
Salvatorkapelle
- Rathaus

- Reste der Burganlage von Santa Fe
- Burganlage von Les Oluges
- Burganlage von Les Oluges
- Marienkirche
- Peterskirche in Santa Fe
- Peterskirche in Montfalcó Murallat
- Engrazienkapelle
- Salvatorkapelle